# Nati nel 1729
| Questa pagina contiene informazioni ricavate automaticamente dalle voci biografiche con l'ausilio del template Bio e di un bot. L'aggiornamento è periodico e automatico e ricostruisce completamente la pagina. Se manca una persona in questa lista, sei pregato di non aggiungerla, ma accertati piuttosto che la sua voce biografica contenga il template Bio e che i dati anagrafici siano correttamente compilati. Se il template Bio manca, inseriscilo tu stesso o, in alternativa, metti l'avviso {{tmp\|Bio}} che ne segnala la mancanza. Se i dati riportati sono sbagliati, correggi direttamente la voce biografica; le modifiche saranno visibili in questa lista entro pochi giorni. Per chiarimenti vedi il progetto biografie. La lista contiene solo le 142 persone che sono citate nell'enciclopedia e per le quali è stato implementato correttamente il template Bio. Pagina aggiornata al 18 ago 2025. |

## Gennaio(14)
- 2 gennaio - Johann Daniel Titius, astronomo tedesco († 1796)
- 9 gennaio - Jean Jacques Le Veau, disegnatore e incisore francese († 1786)
- 9 gennaio - Abraham-Louis Perrelet, orologiaio svizzero († 1826)
- 12 gennaio - Edmund Burke, politico, filosofo e scrittore britannico († 1797)
- 12 gennaio - Lazzaro Spallanzani, presbitero e biologo italiano († 1799)
- 17 gennaio - Camillo Bonioli, chirurgo italiano († 1791)
- 17 gennaio - Giovanni Antonio Zaddei, pittore italiano
- 19 gennaio - Tommaso Masini, fantino italiano
- 20 gennaio - Ottavio Trento, politico italiano († 1812)
- 20 gennaio - Giovanni de Gregorio, cardinale italiano († 1791)
- 22 gennaio - Gotthold Ephraim Lessing, scrittore, filosofo e drammaturgo tedesco († 1781)
- 23 gennaio - Clara Reeve, scrittrice inglese († 1807)
- 23 gennaio - Anna Maria Schwegelin, francese († 1781)
- 25 gennaio - Sebastiano de Rosa, vescovo cattolico italiano († 1810)

## Febbraio(10)
- 6 febbraio - Giuseppe Venanzio Marvuglia, architetto italiano († 1814)
- 18 febbraio - Giuseppe Vincenzo Beni, vescovo cattolico italiano († 1806)
- 18 febbraio - William Fleming, politico e militare statunitense († 1795)
- 20 febbraio - Fëdor Grigor'evič Volkov, attore teatrale russo († 1763)
- 23 febbraio - Tommaso Verani, archivista italiano († 1803)
- 25 febbraio - Alfonso Airoldi, arcivescovo cattolico italiano († 1817)
- 25 febbraio - Gaspar Oswald, religioso e architetto ungherese († 1781)
- 26 febbraio - Anders Chydenius, filosofo finlandese († 1803)
- 26 febbraio - Bonaventura Corti, presbitero, scienziato e botanico italiano († 1813)
- 27 febbraio - Hugues Taraval, pittore francese († 1785)

## Marzo(11)
- 4 marzo - Anne d'Arpajon, nobildonna francese († 1794)
- 11 marzo - Sophie Marie von Voß, nobildonna tedesca († 1814)
- 12 marzo - Giacinto Calderara, compositore italiano († 1803)
- 15 marzo - Vincenzo Balbiano, politico e militare italiano († 1799)
- 16 marzo - Maria Luisa Albertina di Leiningen-Dagsburg-Falkenburg, nobile tedesca († 1818)
- 18 marzo - Oronzo Tiso, pittore italiano († 1800)
- 25 marzo - Maria Luisa di Savoia, principessa († 1767)
- 27 marzo - Francesco Celebrano, artista italiano († 1814)
- 29 marzo - Giovanni Battista Carboni, scultore e critico d'arte italiano († 1790)
- 29 marzo - Andrea Memmo, letterato, politico e diplomatico italiano († 1793)
- 31 marzo - Henri-Louis Kain, attore teatrale francese († 1778)

## Aprile(8)
- 5 aprile - Federico Carlo Ferdinando di Braunschweig-Bevern, nobile danese († 1809)
- 5 aprile - Giovanni Carlo Vincenzo Giovio, arcivescovo cattolico italiano († 1793)
- 13 aprile - Thomas Percy, poeta, antiquario e religioso inglese († 1811)
- 18 aprile - Gaetano Vestris, ballerino e coreografo francese († 1808)
- 21 aprile - Ulrik Christian Kaas, ammiraglio danese († 1808)
- 24 aprile - Diego Gatta, religioso, giurista e funzionario italiano († 1804)
- 30 aprile - Thomas Brudenell-Bruce, I conte di Ailesbury, nobile inglese († 1814)
- 30 aprile - Pierre-Jacques Volaire, pittore francese († 1799)

## Maggio(13)
- 1º maggio - Brownlow Bertie, V duca di Ancaster e Kesteven, nobile e militare britannico († 1809)
- 2 maggio - Caterina II di Russia, russa († 1796)
- 3 maggio - Florian Leopold Gassmann, compositore austriaco († 1774)
- 6 maggio - John Murray, III duca di Atholl, nobile e politico scozzese († 1774)
- 9 maggio - John West, II conte De La Warr, nobile, politico e ufficiale inglese († 1777)
- 11 maggio - Franz Sigismund Adalbert von Lehrbach, diplomatico, nobile e numismatico tedesco († 1787)
- 11 maggio - Ekaterina Ivanovna Razumovskaja, nobildonna russa († 1771)
- 12 maggio - Michael von Melas, generale austriaco († 1806)
- 14 maggio - Fabiano Blascovich, vescovo cattolico dalmata
- 22 maggio - Jean-Baptiste Pitrot, ballerino e coreografo francese († 1809)
- 23 maggio - Giuseppe Parini, poeta e abate italiano († 1799)
- 30 maggio - Aleksandr Il'ič Bibikov, generale russo († 1774)
- 30 maggio - Antonio Giovanni Giuseppe Lucovich, vescovo cattolico dalmata († 1794)

## Giugno(3)
- 4 giugno - Cláudio Manuel da Costa, poeta e musicista brasiliano († 1789)
- 20 giugno - Domenico Spoto, vescovo cattolico italiano († 1808)
- 29 giugno - Antonín Theodor Colloredo-Waldsee, cardinale e arcivescovo cattolico austriaco († 1811)

## Luglio(5)
- 6 luglio - Giuseppe Maria d'Altemps, VI duca di Gallese, nobile italiano († 1790)
- 12 luglio - Antoine de Sartine, politico francese († 1801)
- 13 luglio - John Parker, militare inglese († 1775)
- 17 luglio - Pierre André de Suffren de Saint Tropez, ammiraglio francese († 1788)
- 25 luglio - Valentino Mastrozzi, cardinale italiano († 1809)

## Agosto(9)
- 3 agosto - Richard Caswell, politico e avvocato statunitense († 1789)
- 7 agosto - Franz Friedrich Wilhelm von Fürstenberg, politico e educatore tedesco († 1810)
- 7 agosto - Giuseppe Lascaris di Ventimiglia, politico italiano († 1793)
- 9 agosto - Giovanni Battista Tempesti, pittore italiano († 1804)
- 10 agosto - William Howe, generale, politico e nobile britannico († 1814)
- 11 agosto - Ponce-Denis Écouchard-Lebrun, poeta e scrittore francese († 1807)
- 22 agosto - Ludovico Savioli, nobile, poeta e storico italiano († 1804)
- 28 agosto - Jacques-Barthélemy Renoz, architetto belga († 1786)
- 30 agosto - Carlo Paolo Ernesto di Bentheim-Steinfurt, nobile tedesco († 1780)

## Settembre(8)
- 4 settembre - Luigi Ferdinando di Borbone-Francia, principe francese († 1765)
- 6 settembre - Filippo Carandini, cardinale italiano († 1810)
- 6 settembre - Moses Mendelssohn, filosofo tedesco († 1786)
- 7 settembre - Pietro Antonio Novelli, pittore, incisore e scrittore italiano († 1804)
- 25 settembre - Christian Gottlob Heyne, filologo classico, traduttore e bibliotecario tedesco († 1812)
- 26 settembre - Antonio Eximeno, insegnante e musicologo spagnolo († 1809)
- 27 settembre - Francesco Saverio Giaj, compositore italiano († 1801)
- 30 settembre - Stefano Domenico Sceriman, vescovo cattolico italiano († 1806)

## Ottobre(8)
- 1º ottobre - Anton Cajetan Adlgasser, compositore e organista tedesco († 1777)
- 1º ottobre - Francesco Bruno di Tornaforte, generale italiano († 1814)
- 7 ottobre - Praskov'ja Aleksandrovna Rumjanceva, nobildonna russa († 1786)
- 16 ottobre - Pierre Van Maldere, violinista e compositore belga († 1768)
- 17 ottobre - Pierre-Alexandre Monsigny, compositore francese († 1817)
- 22 ottobre - Johann Reinhold Forster, pastore protestante e naturalista tedesco († 1798)
- 31 ottobre - Vittorio Amedeo Gioanetti, medico e chimico italiano († 1815)
- 31 ottobre - Alonso Núñez de Haro y Peralta, arcivescovo cattolico spagnolo († 1800)

## Novembre(12)
- 5 novembre - Carlo Mondini, medico e anatomista italiano († 1803)
- 10 novembre - Andrea Cardamone, arcivescovo cattolico italiano († 1800)
- 11 novembre - Durand de Maillane, giurista francese († 1814)
- 12 novembre - Francisco Javier Alegre, gesuita messicano († 1788)
- 12 novembre - Louis-Antoine de Bougainville, esploratore, navigatore e ammiraglio francese († 1811)
- 13 novembre - Bartolomeo Gilardoni, inventore italiano († 1799)
- 16 novembre - Egidio Maria da Taranto, religioso italiano († 1812)
- 17 novembre - Maria Antonia di Borbone-Spagna, regina († 1785)
- 21 novembre - Josiah Bartlett, politico e medico statunitense († 1795)
- 24 novembre - Charles Henri d'Estaing, ammiraglio e generale francese († 1794)
- 24 novembre - Aleksandr Vasil'evič Suvorov, principe e generale russo († 1800)
- 27 novembre - Jean-Baptiste Deshays, pittore francese († 1765)

## Dicembre(9)
- 1º dicembre - Giuseppe Sarti, compositore italiano († 1802)
- 3 dicembre - Karl Friedrich Flögel, storico tedesco († 1788)
- 5 dicembre - Charles Gore, pittore inglese († 1807)
- 13 dicembre - Francesco Polesini, vescovo cattolico italiano († 1819)
- 19 dicembre - Giuseppe Bencivenni Pelli, saggista e scrittore italiano († 1808)
- 20 dicembre - Marie Charlotte de La Tour d'Auvergne, nobildonna francese († 1763)
- 20 dicembre - František Xaver Pokorný, violinista e compositore ceco († 1794)
- 23 dicembre - Michelangelo Morlaiter, pittore e scultore italiano († 1806)
- 30 dicembre - Richard François Philippe Brunck, filologo classico francese († 1803)

## Senza giorno specificato(32)
- Francesco Allegrini, incisore italiano
- Ivan Argunov, pittore russo († 1802)
- Thomas Atkinson, architetto inglese († 1798)
- Billioni, ballerino francese († 1795)
- Marinos Carburis, ingegnere greco († 1782)
- Fabrizio Cartolari, pittore italiano († 1816)
- Giovan Battista Cascione, architetto italiano († 1790)
- Atanasio Cavalli, religioso e astronomo italiano († 1797)
- Miura Chora, poeta giapponese († 1780)
- Michael Denis, gesuita, bibliografo e entomologo austriaco († 1800)
- Stephan Dorffmaister, pittore austriaco († 1797)
- Giacomo Filippo Durazzo, collezionista d'arte e naturalista italiano († 1812)
- Youssef Boutros Estephan, patriarca cattolico libanese († 1793)
- Carlo Faucci, incisore italiano († 1784)
- Pedro de Garibay, politico e generale spagnolo († 1815)
- Johann Gottlieb Georgi, geografo e chimico tedesco († 1802)
- Charles Grey, I conte Grey, generale e nobile britannico († 1807)
- Paulus Constantin La Fargue, pittore olandese († 1782)
- Jean-François Leleu, ebanista francese († 1807)
- James MacArdell, incisore irlandese († 1765)
- Friedrich Heinrich Wilhelm Martini, medico e naturalista tedesco († 1778)
- Laurent Pêcheux, pittore francese († 1821)
- Johann Perger, scultore austriaco († 1774)
- Paolo Persico, scultore italiano († 1796)
- Vittorio Amedeo Rapous, pittore italiano († 1800)
- Michele Scaroina, pittore italiano
- Antonio Soler, compositore e organista spagnolo († 1783)
- Emanuele Andrea Tagliafichi, architetto italiano († 1811)
- Tomasa Tito Condemayta, rivoluzionaria peruviana († 1781)
- Jean-Baptiste Michel Vallin de La Mothe, architetto francese († 1800)
- Johannes de Graeff, militare olandese († 1813)
- Fëdor Fëdorovič Ščerbatov, generale e principe russo († 1791)